# استوارت پنکین
استوارت پنکین (انگلیسی: Stuart Pankin؛ زادهٔ ۸ آوریل ۱۹۴۶) هنرپیشه، صداپیشه و کمدین اهل ایالات متحده آمریکا است.
از فیلم‌هایی که وی در آن نقش داشته است، می‌توان به آرتیست، جذابیت مرگبار، رقص برهنه، بوی گند زندگی، چشم در برابر چشم، کنگو، عزیزم، ما خودمان را کوچک کردیم، شوالیه‌های هالیوود، سرگردان، سکوت ژامبون‌ها، عشق در خطر و دوشیزه گمشده و دختران جزیره اشاره کرد.